# UFC 111
UFC 111: St-Pierre vs. Hardy（ユーエフシー・ワンイレブン：サンピエール・ヴァーサス・ハーディー）は、アメリカ合衆国の総合格闘技団体「UFC」の大会の一つ。2010年3月27日、ニュージャージー州ニューアークのプルデンシャル・センターで開催された。
メインイベントではジョルジュ・サンピエールとダン・ハーディーによるウェルター級タイトルマッチが行われた。また、第9試合でフランク・ミアとシェイン・カーウィンによるヘビー級暫定王座決定戦も併せて行われた。

## 大会概要
メインイベントのウェルター級タイトルマッチではサンピエールがハーディを3-0の判定で下し、4度目の王座防衛に成功した。第9試合ではカーウィンが元ヘビー級王者のミアを1ラウンドKOで下し、ヘビー級暫定王座を獲得した。
第5試合のネイサン・ディアス対ローリー・マーカムのウェルター級戦は、マーカムの計量6ポンドオーバーをディアス側が了承したため、177ポンドのキャッチウェイトバウトへ変更された。

## 試合結果

### プレリミナリィカード
第1試合 ミドル級 5分3R
○  マット・リドル vs.  グレッグ・ソト ×
3R 1:30 失格（蹴り上げ）
第2試合 ライトヘビー級 5分3R
○  ジャレッド・ハマン vs.  ロドニー・ウォーラス ×
3R終了 判定3-0（29-28、29-28、29-28）
第3試合 ミドル級 5分3R
○  ホジマール・パリャーレス vs.  トマシュ・ドルヴァル ×
1R 0:45 ヒールホールド

### Spike中継カード
第4試合 ミドル級 5分3R
○  ヒカルド・アルメイダ vs.  マット・ブラウン ×
2R 3:30 チョークスリーパー
第5試合 キャッチウェイトバウト（177ポンド） 5分3R
○  ネイサン・ディアス vs.  ローリー・マーカム ×
1R 2:47 TKO（レフェリーストップ：パウンド）

### メインカード
第6試合 ライト級 5分3R
○  ジム・ミラー vs.  マーク・ボーチェック ×
3R終了 判定3-0（29-28、29-28、30-27）
第7試合 ウェルター級 5分3R
○  ジョン・フィッチ vs.  ベン・ソーンダース ×
3R終了 判定3-0（30-27、30-27、30-27）
第8試合 ライト級 5分3R
○  カート・ペレグリーノ vs.  ファブリシオ・カモエス ×
2R 4:20 チョークスリーパー
第9試合 UFC世界ヘビー級暫定王座決定戦 5分5R
○  シェイン・カーウィン vs.  フランク・ミア ×
1R 3:48 KO（パウンド）
※カーウィンが王座獲得に成功。
第10試合 UFC世界ウェルター級タイトルマッチ 5分5R
○  ジョルジュ・サンピエール vs.  ダン・ハーディー ×
5R終了 判定3-0（50-43、50-44、50-45）
※サンピエールが王座の4度目の防衛に成功。

### 各賞
ファイト・オブ・ザ・ナイト：ジャレッド・ハマン vs. ロドニー・ウォーラス
ノックアウト・オブ・ザ・ナイト：シェイン・カーウィン
サブミッション・オブ・ザ・ナイト：カート・ペレグリーノ
各選手にはボーナスとして65,000ドルが支給された。